# Kalajärvi

Kalajärvi est un quartier de la ville d'Espoo en Finlande.

## Description
Kalajärvi est situé au bord de la route Seututie 120.  